# Montes Parâng
Los montes Parâng (húngaro: Páring-hegység) son una de las cordilleras más altas de Rumanía y de los Cárpatos meridionales, cuyo pico más alto, el Parângu Mare, alcanza los 2.519 m.

## Descripción
Los montes Parâng están situados en la parte suroccidental de los Cárpatos centrales y meridionales. Son las montañas más altas del grupo montañoso local Parâng-Cindrel y las segundas más grandes de los Cárpatos rumanos después de las montañas Făgăraș. Están situadas entre los montes Șureanu (al norte), los montes Latoriței (al noreste), los montes Căpățânii (al este), los montes Vâlcan (al oeste) y la depresión de Petroșani, al noroeste. Situados al sur y al este de la ciudad de Petroșani, los montes Parâng forman la barrera oriental del valle de Jiu (una meseta de 100 kilómetros de largo de este a oeste y 70-80 kilómetros de ancho de norte a sur).

## Geología
Los montes Parâng están formados predominantemente por rocas cristalinas, cubiertas periféricamente por zonas de sedimentos de las eras paleozoica, mesozoica (caliza masiva, conglomerados) y cenozoica, mezclados con grandes áreas de afloramientos de granito. En la vertiente sur se encuentran rocas sedimentarias de la era mesozoica, más exactamente calizas masivas del periodo jurásico. Las rocas más recientes se encuentran en el marco meridional de las montañas y en el noroeste, donde limita con la depresión de Petrosani. La naturaleza de las rocas favoreció la aparición de crestas redondeadas y voluminosas, separadas por valles profundos. Las montañas presentan una asimetría general, con el frente norte más empinado, con crestas cortas, mientras que la fachada sur es menos inclinada y con crestas más largas. Especialmente en la parte sur, las laderas están compuestas por varios escalones.

Panorama de 360° de las montañas Parâng: un mosaico de 23 imágenes individuales, tomadas desde el pico Găuri (2244 m). El pico al que conduce la cresta justo a la derecha del centro de la imagen es el Piatra Tăiată (2255m). A la derecha, es visible la mitad del collado Ghereșu (2113m), que conduce a la cresta principal de Parâng, de la que el primer pico, Lesu (2375m) es apenas visible debido a la nubosidad. Justo a la derecha, pero casi totalmente oculto por las nubes, está el pico más alto del grupo de montañas: Parângu Mare (2519m). A la izquierda del pico Piatra Tăiată es visible la cresta principal de Setea Mohor, siendo los dos picos más destacados en esta imagen (de derecha a izquierda) Setea Mică (2278m) y Setea Mare (2365m).

## Clima

### Temperaturas

Montañas Parâng 3D

La disposición general de la cresta principal en un eje oeste-este y sus altitudes de más de 2.000 m hacen de los montes Parâng un dique orográfico en el camino de las masas de aire que fluyen en las direcciones norte a noroeste y sur a suroeste. Además, la asimetría de la cresta principal, con el lado empinado hacia el norte, hace que se reciban diferentes cantidades de calor y humedad, más en el lado sur. El sol brilla aproximadamente entre 1.800 y 2.000 horas al año, y las temperaturas más altas se registran en julio y agosto. La temperatura media anual es de 6 °C en la parte baja de la montaña y de 0 °C en altitudes cercanas a los 1800m. Por encima de los 2000 m, la temperatura media es inferior a 0 °C. La diferencia entre las temperaturas medias registradas en las vertientes sur y norte es de unos 1-2 °C.

### Precipitaciones
La precipitación media anual oscila entre 900 y 1200 mm. Las precipitaciones más abundantes se registran en torno a la altitud de 1600m a 1800m. Junio es el mes con mayores precipitaciones, 110mm en la base de la montaña y 160mm en altitudes superiores a los 1500m. Nieva una media de 90 días al año por encima de la altitud de 1500m. La primera nevada se produce durante la primera quincena de octubre, mientras que la última se produce durante la primera quincena de mayo (por encima de los 1500m) o a finales de abril en altitudes inferiores. En altitudes elevadas, la nieve está presente una media de 200 días al año. El espesor de la capa de nieve depende de las condiciones meteorológicas, la exposición de las laderas a los vientos, la exposición al sol, las nevadas, etc. A más de 1.500 m, el espesor medio es superior a 1 m.

### Viento
La intensidad del viento es alta durante todo el año. Por encima de los 2000 m, los vientos del oeste son dominantes, mientras que por debajo de este umbral, la dirección e intensidad del viento están influenciadas por el relieve de la montaña. Por encima de los 2000 m, la velocidad media del viento es de 8 a 10 m/s. Durante la estación fría, la velocidad del viento puede llegar a 15 m/s y superiores en algunas crestas.

## Flora
En estrecha relación con las características del relieve de las montañas del Parâng, la vegetación está claramente configurada en tres capas. La primera capa es el bosque latifoliado, que comienza en el fondo de las montañas y llega hasta los 1200 m (vertiente norte) y 1400 m (vertiente sur). Está formada por roble común, carpe europeo, abedul plateado y, el más común, pero mayoritariamente extendido en la vertiente sur, el haya europea. La segunda capa se extiende principalmente en las laderas norte y oeste, entre 1000 my 1750 m, y está compuesta por bosques de abetos noruegos y, localmente, abetos europeos. En las montañas de Parâng, la línea de árboles se sitúa entre los 1600 my los 1800 m. Por encima de este límite se encuentran los pastizales subalpinos y alpinos. La vegetación aquí está formada por árboles de krummholz, como el pino suizo, el alerce europeo, el pino de montaña y el sauce de hoja de red, pero también el arándano de montaña, el aliso verde y el arándano. También son comunes los miembros de la familia de las gramíneas, como bentgrass, festuca copetuda y junco de las tierras altas. En áreas ricas en piedra caliza, se puede encontrar edelweiss.

## Fauna
La fauna de los Cárpatos del sur es característica también de los montes Parâng. Entre los mamíferos se encuentran el lobo gris, el zorro, el jabalí, el oso pardo, el lince euroasiático y el ciervo colorado.

## Galería de imágenes

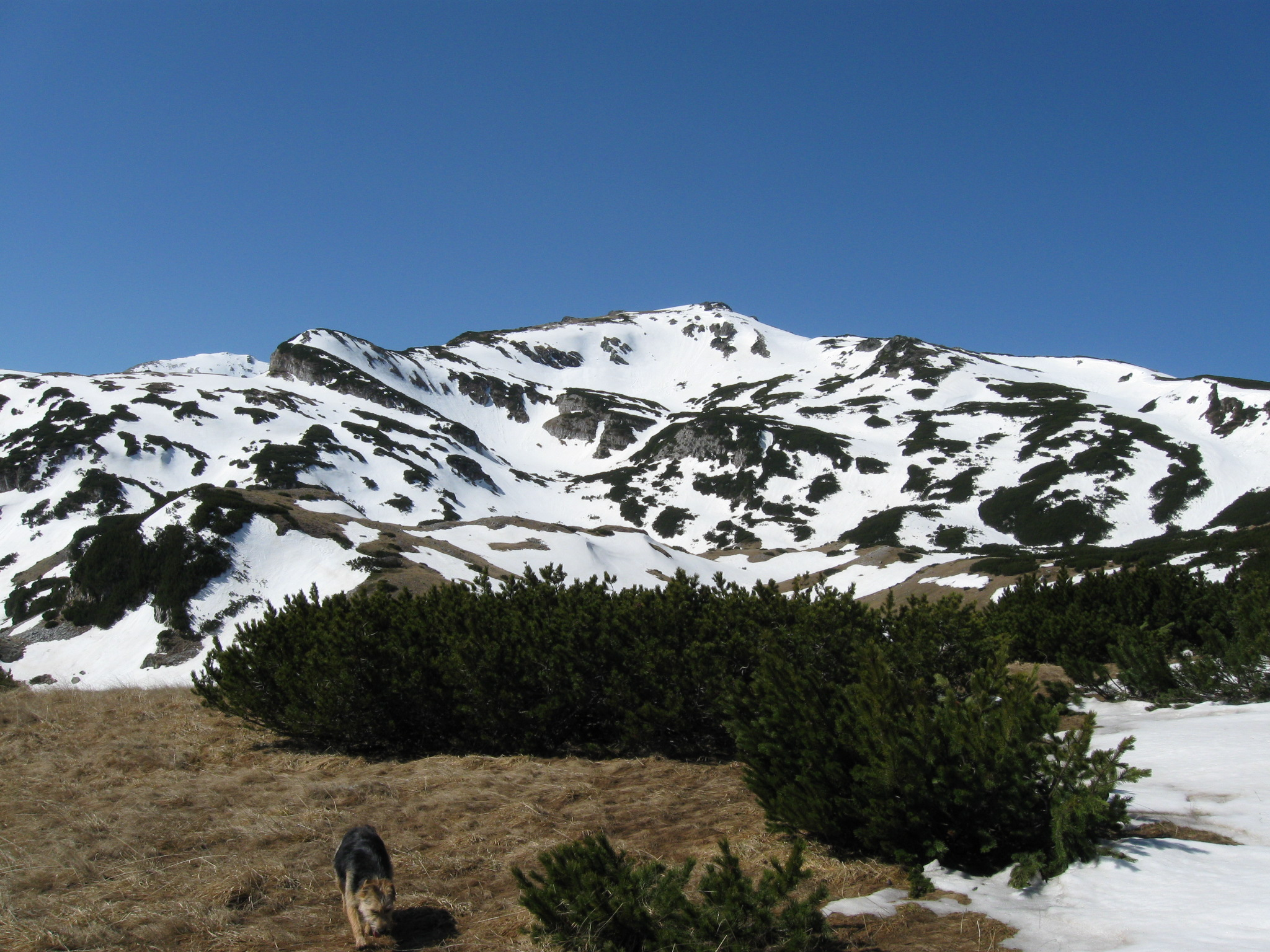
Pico Găuri
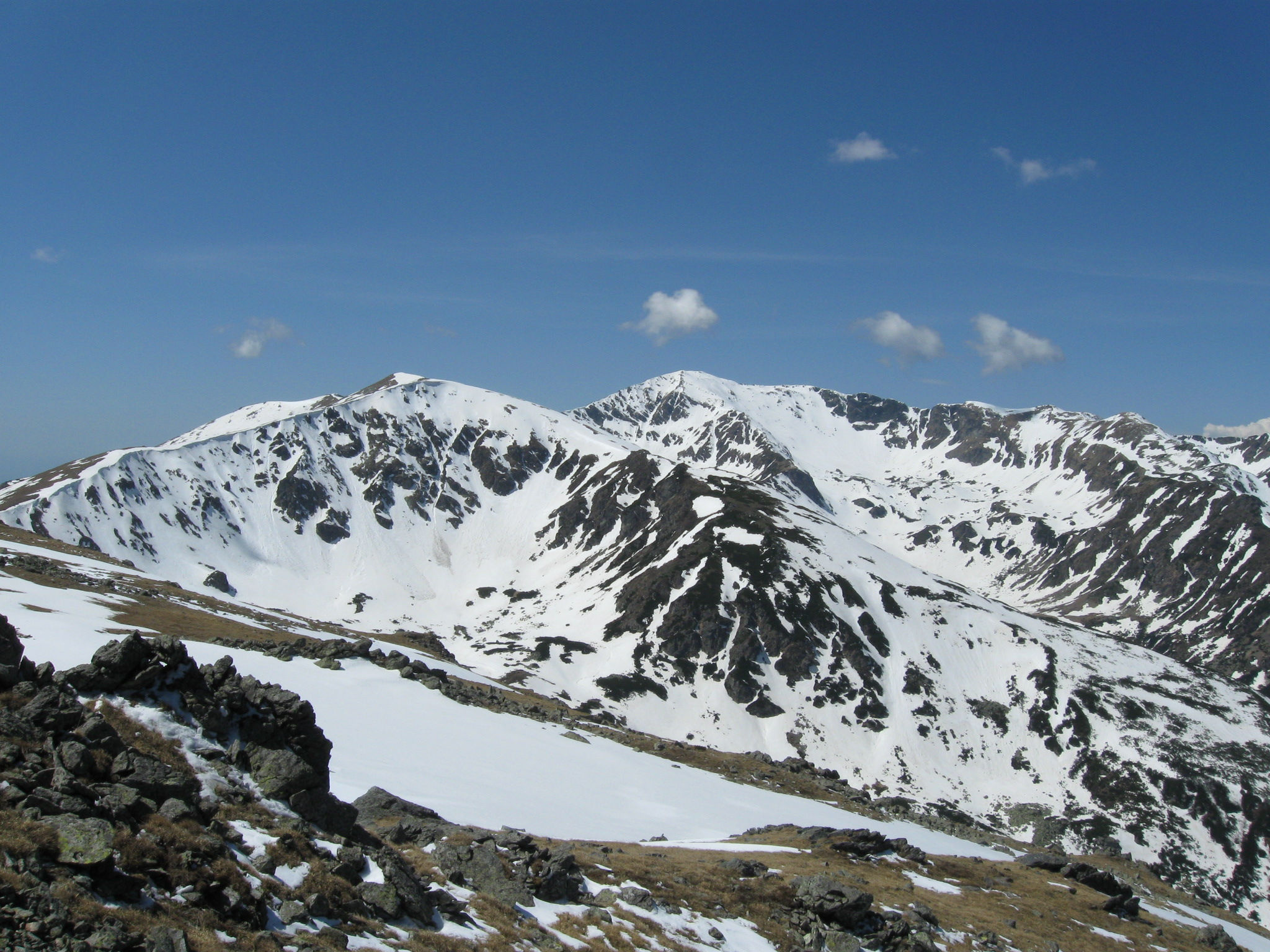
Vista del pico Parângu Mare desde el pico Găuri
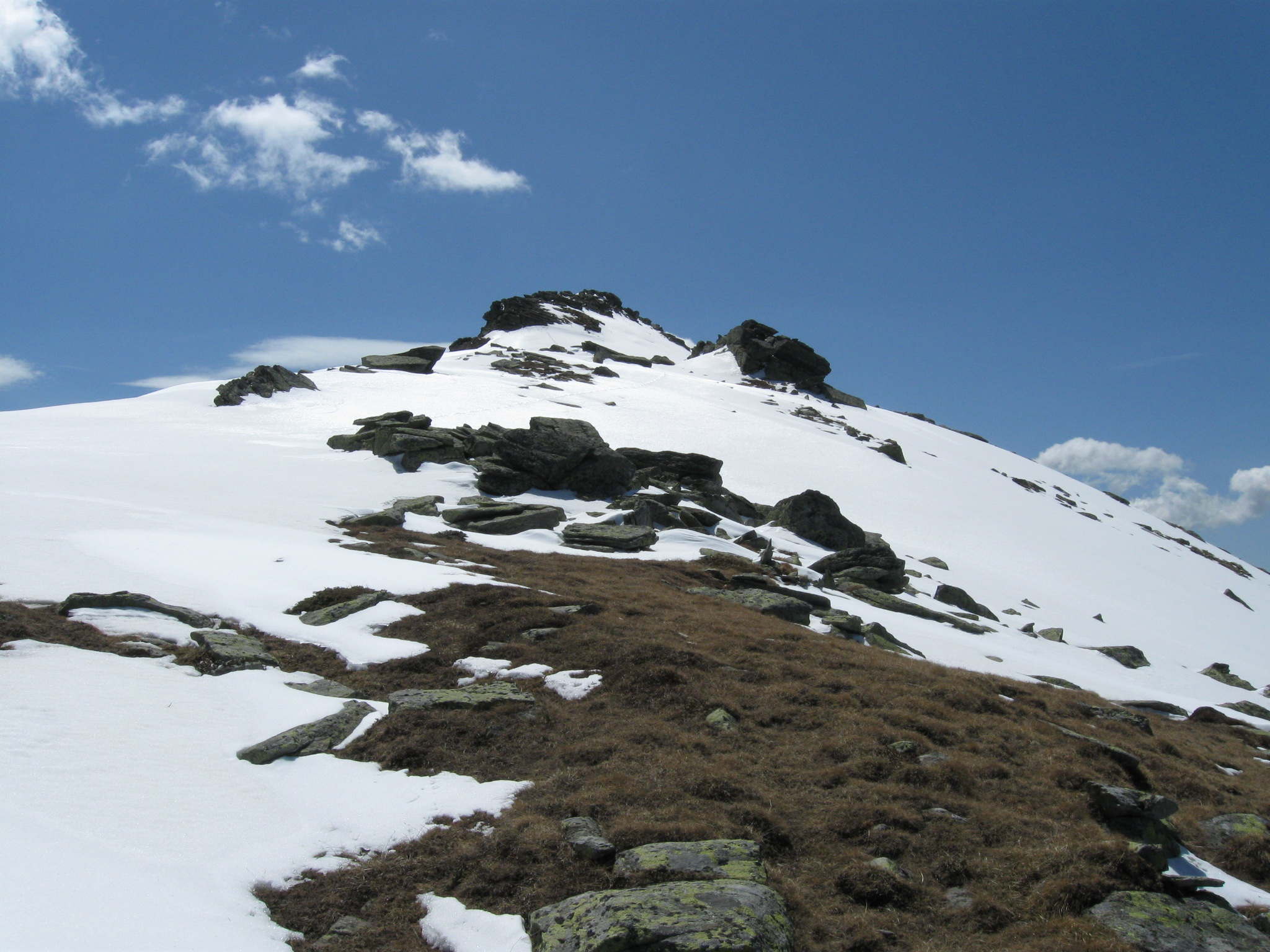
Vista norte del pico Coasta lui Rus
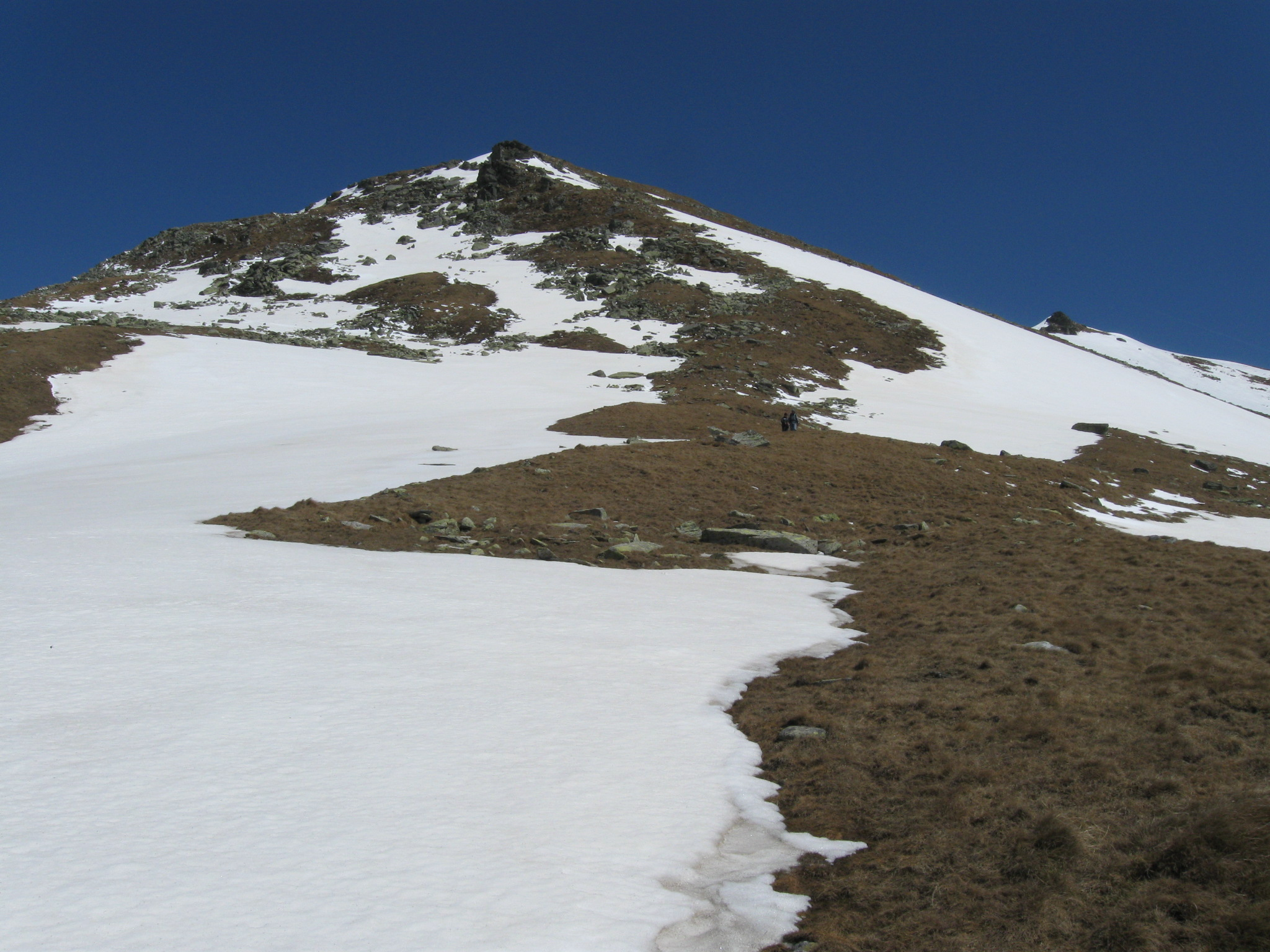
Vista occidental del pico Coasta lui Rus
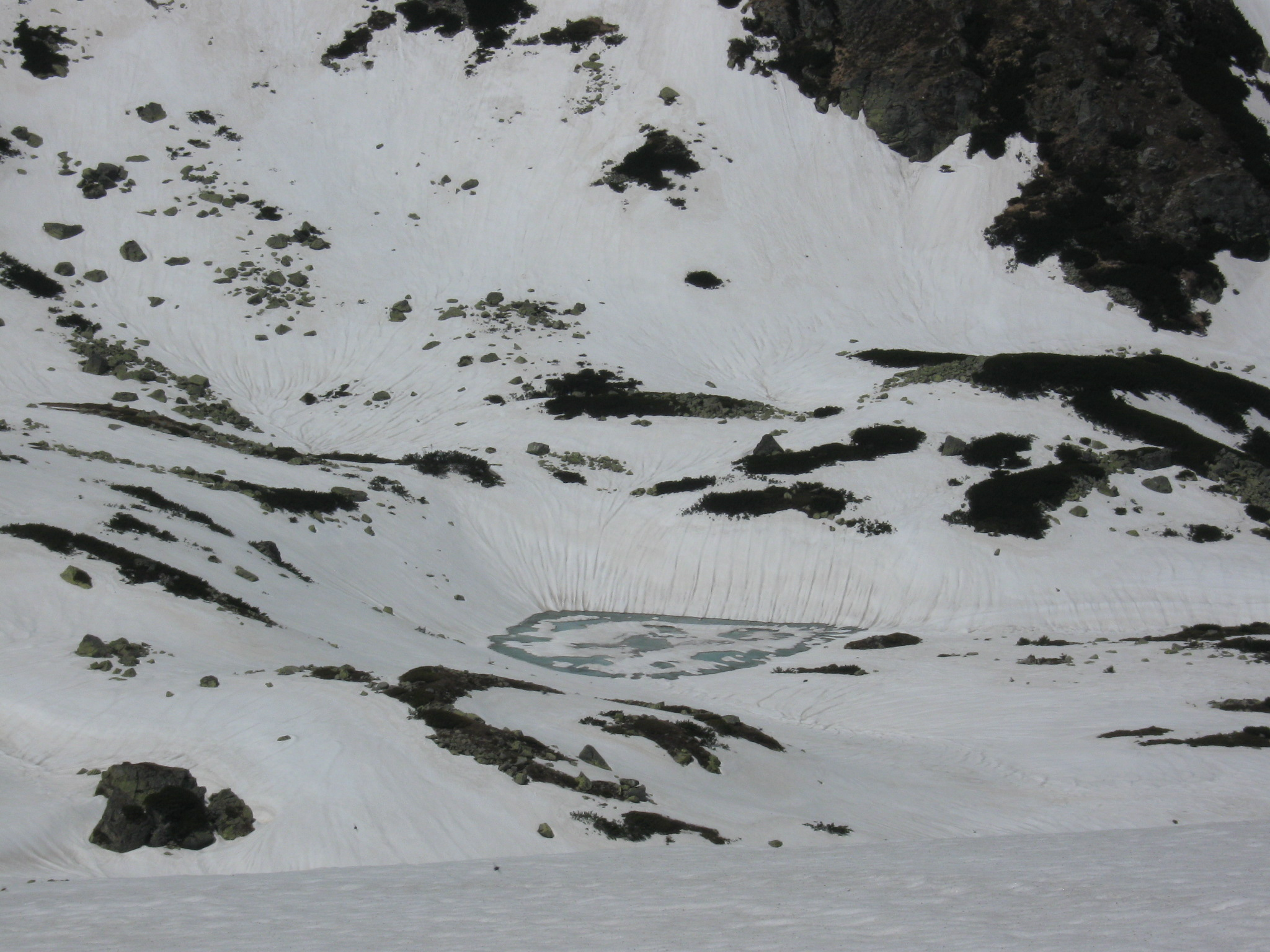
Lago glaciar Ghereșu
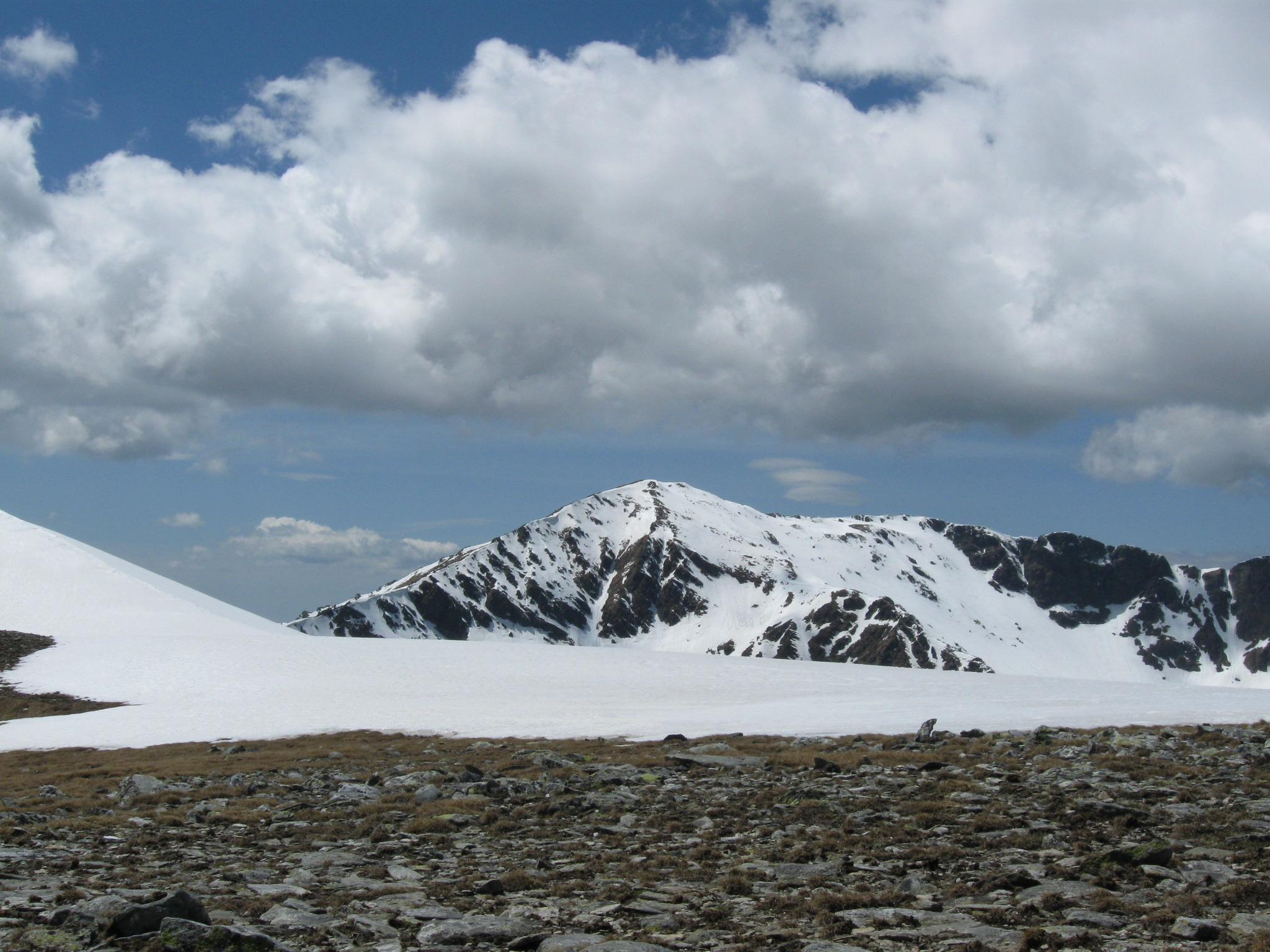
Pico Parângu Mare
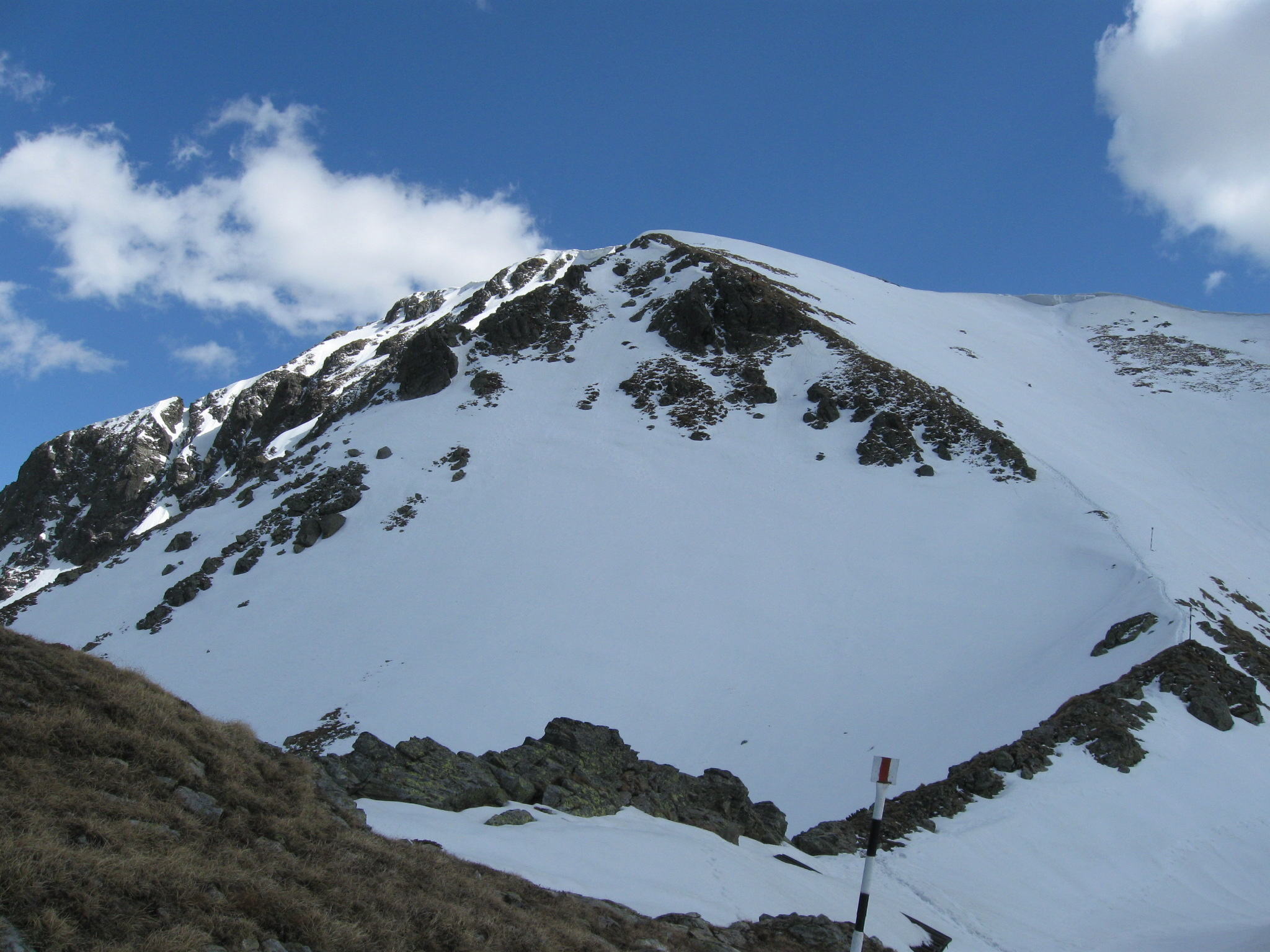
Cârja (2405m), segundo pico más alto
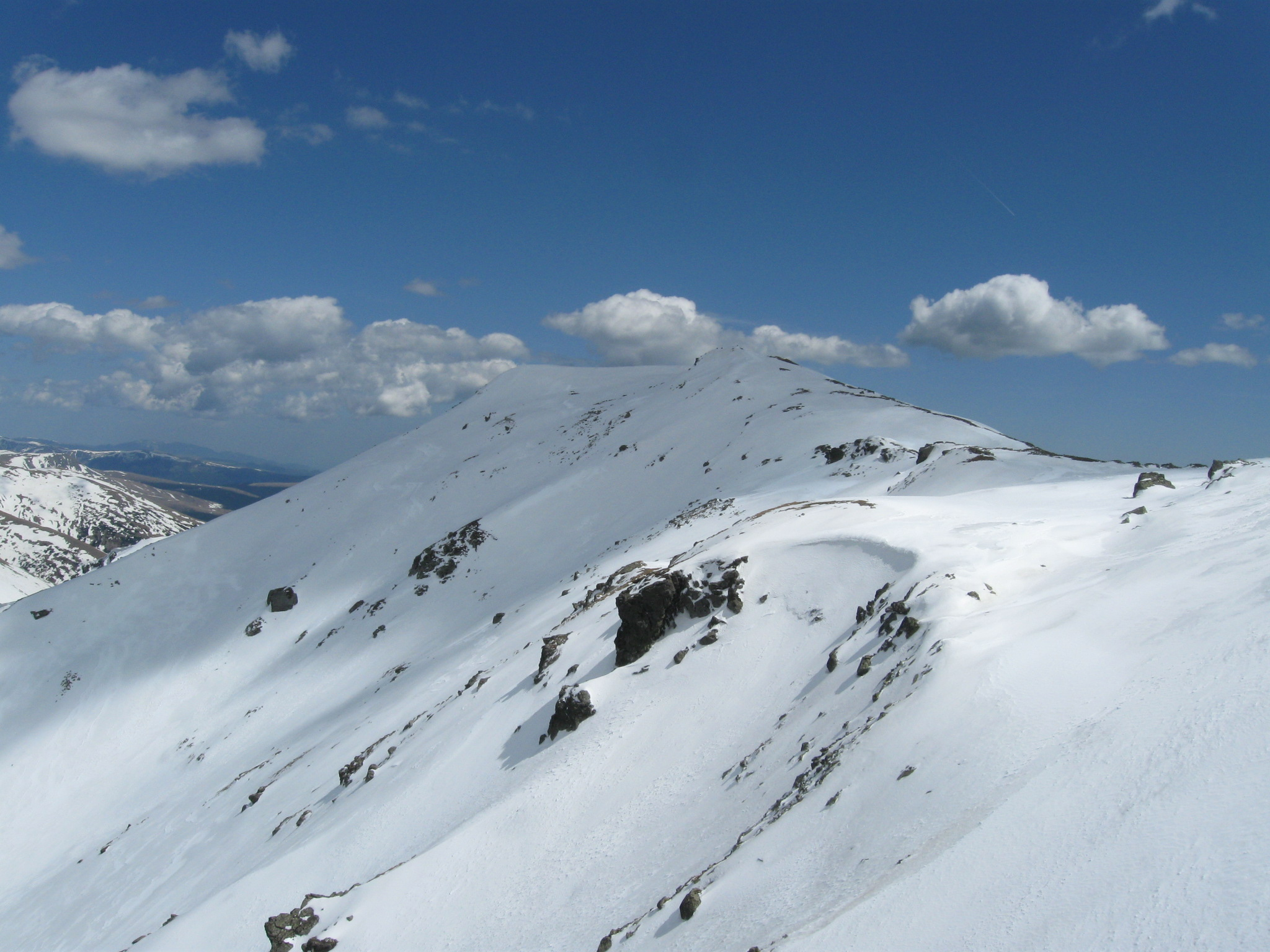
Vista de la cresta principal de las montañas Parâng